# Arcesilas
Arcesilas o Arcesilao (en griego antiguo Ἀρκεσίλαος, Arkesílaos) fue un escultor griego del período helenístico del siglo I a. C. que trabajó en Roma. Se desconocen sus fechas exactas de nacimiento y fallecimiento y aunque su vida es poco conocida, Plinio el Viejo lo describió como un amigo de Lúculo, que, según  Plinio, era tenido en alta estima en la Antigua Roma, especialmente celebrado por Marco Terencio Varrón, y amigo íntimo de Lucio Cornelio Lentulo Crus.
Entre sus obras encargadas por comisión pública más importantes se encontraba una estatua de Venus Genetrix para el templo dedicado por César en el 46 a. C., situado en el Foro de César, y entre los encargos privados, una leona de mármol rodeada de Cupidos alados jugando con ella para Varrón, unos centauros llevando ninfas, encargo del cónsul romano Cayo Asinio Polión.
Arcesilao recibió un talento de Octavio, un caballero romano, para un modelo de crátera, y fue contratado por Lúculo para hacer una estatua de Felicitas por 60 sestercios, pero las muertes tanto del artista como de su patrón impidieron la finalización de la obra. También era famoso por vender los modelos de yeso de sus obras (proplasmata) por un alto precio.